# Навчально-тренувальна база «Динамо» в Конча-Заспі
Навча́льно-тренува́льна ба́за «Дина́мо» (Ки́їв) в Ко́нча-За́спі  — комплекс спортивних споруд у Києві, розташований на південній околиці міста — у Віті-Литовській. Назва бази пов'язується із загальною назвою місцевості, у якій вона розташована, — Конча-Заспа.
До складу комплексу входять: шість стандартних відкритих полів з трав'яним покриттям, одне футбольне поле з синтетичним покриттям, критий манеж розміром 100×72 м із синтетичним покриттям, а також адміністративна споруда, в якій розміщені тренажерні зали, медичні приміщення, конференц-зал тощо.

## Історія

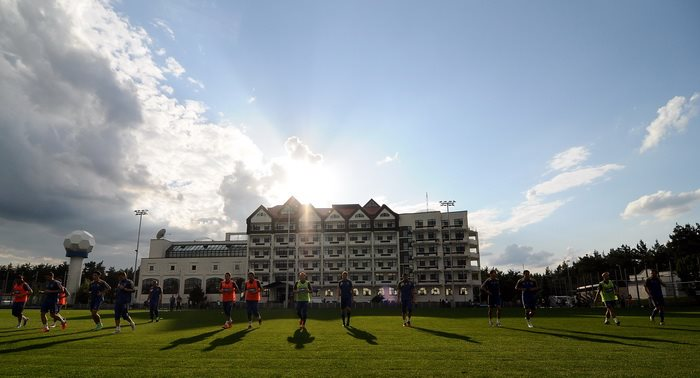
Новий корпус клубної бази

Навчально-тренувальна база «Динамо» (Київ) була відкрита у 1961 році після здобуття київським клубом титулу чемпіонів СРСР. У 1996 року розпочалася реконструкція бази, і 28 березня 1998 року було відкрито нову клубну базу, споруджену за проектом Заслуженого архітектора України Віталія Оксюковського. Клубна база вважається однією з найсучасніших у Європі та відповідає найвищим стандартам УЄФА.
Після здобуття Україною незалежності стадіон перейшов із власності товариства «Динамо» до футбольного клубу «Динамо» (Київ).
Рекорд відвідуваності — 1 100 глядачів на матчі між дублюючими складами київських «Арсеналу» та «Динамо», що відбувся 14 червня 2007 року.

## Матчі

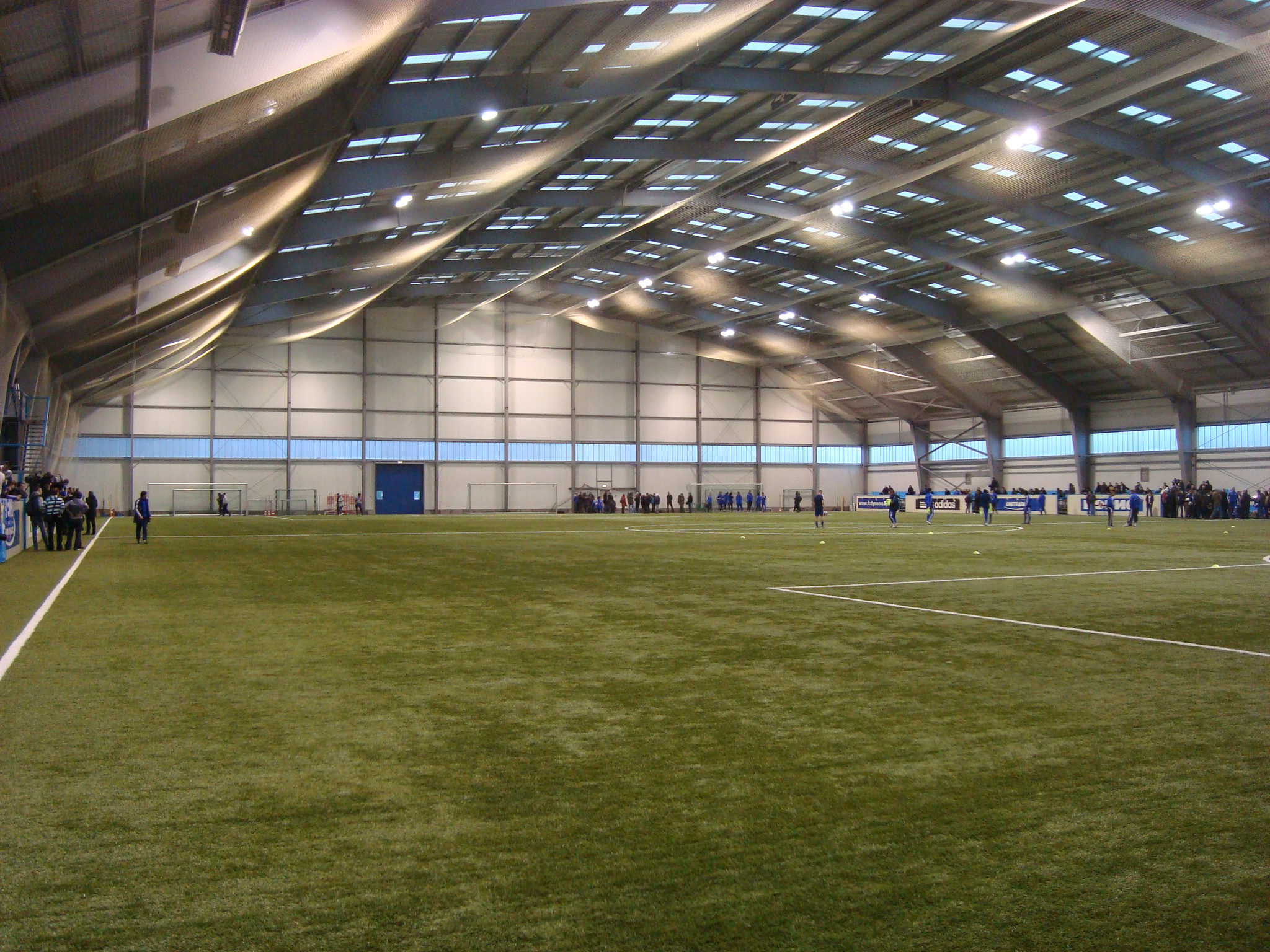
Критий манеж бази Динамо

На стадіоні проводить більшість своїх матчів «Динамо-2» та молодіжний склад київського «Динамо», до розформування у 2008 році також виступала команда «Динамо-3». Один матч тут провів основний склад київського «Динамо» (у розіграші кубку проти СК «Херсон», 29 березня 2000 року). 1 березня 2009 року тут відбувся перший в історії матч між командами української прем'єр-ліги на полі тренувальної бази («Арсенал» (Київ) — ФК «Харків»).
У різний час на полях тренувальної бази «Динамо» проводили свої домашні матчі київські ЦСКА, ЦСКА-2, «Оболонь», «Борисфен» та «Борисфен-2» з Борисполя, а також броварський «Нафком».
24 березня 2010 року на НТБ «Динамо» відбулося відразу три матчі першої ліги за один день: об 11:30 зустрілися «Десна» і ФК «Львів» (0:0), о 15:00 — «Динамо-2» і «Сталь» А (1:2), а о 18:00 — «Арсенал» БЦ і «Кримтеплиця» (1:1).